# 默基歐蓄水池
默基歐蓄水池（希臘語：κινστέρνη τοῦ Μωκίου）是拜占庭時期在君士坦丁堡修建最大的露天蓄水池。該蓄水池位於伊斯坦布尔七座山丘的最高處，俯瞰馬爾馬拉海。